# Công viên khoa học

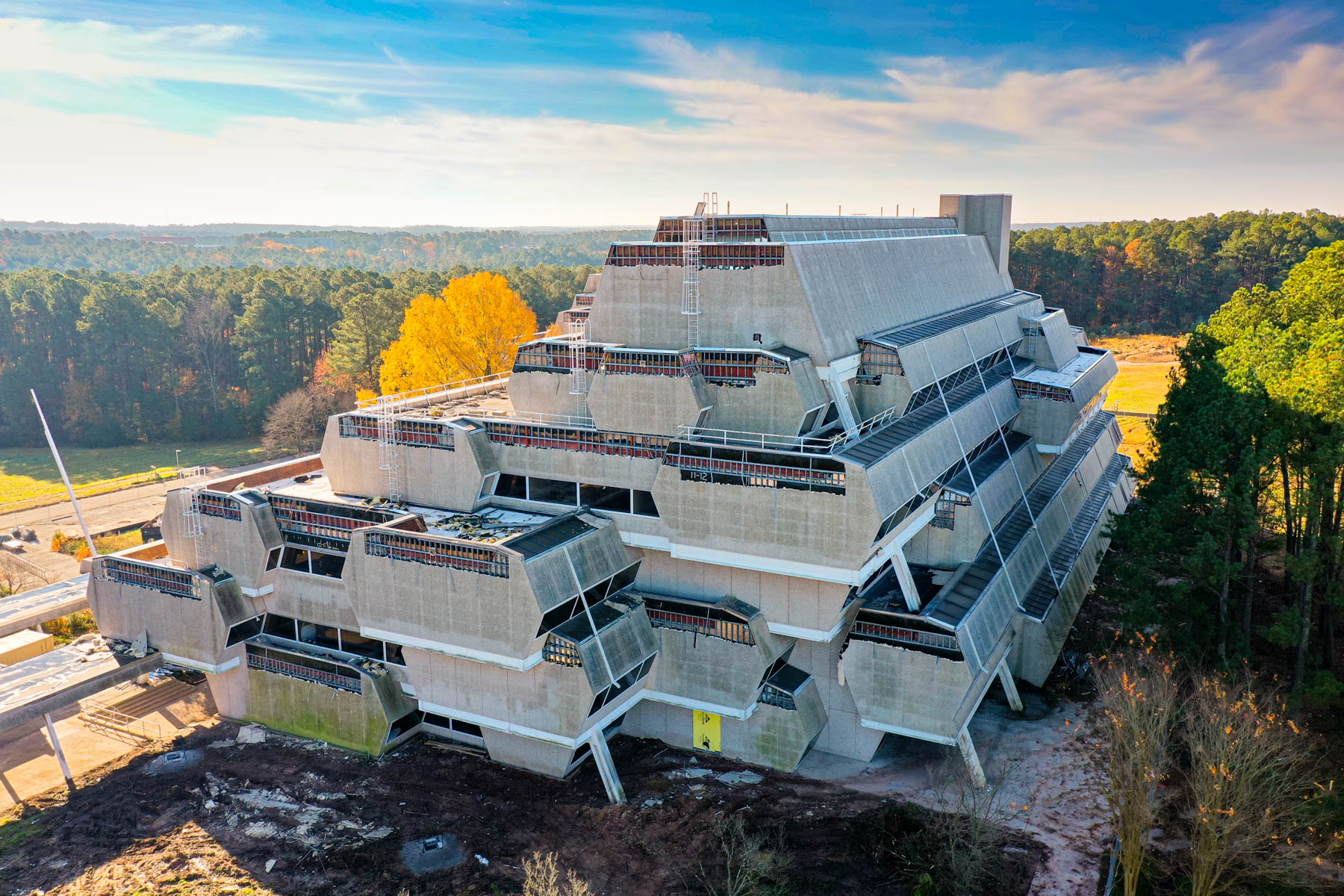
Công viên khoa học Research Triangle tại North Carolina, Hoa Kỳ

Công viên khoa học là một khu đất được thiết kế và sử dụng để hỗ trợ các doanh nghiệp ở những lĩnh vực công nghệ cao, khoa học hoặc nghiên cứu. Các công viên khoa học góp phần vào sự phát triển kinh tế quốc gia, kích thích việc thành lập những công ty công nghệ cao, thu hút vốn đầu tư nước ngoài và đẩy mạnh xuất khẩu. Các công viên khoa học có ở khắp nơi trên thế giới, nhưng chúng chủ yếu tồn tại ở những nước phát triển. Chỉ riêng ở Bắc Mỹ đã có hơn 140 công viên khoa học. Việc thành lập và phát triển công viên khoa học là mục tiêu của nhiều nước đề ra.